# Углянский, Владимир Дмитриевич
Владимир Дмитриевич Углянский (12 июля 1918 — 25 июля 1998) — военный лётчик 1 класса, участник Великой Отечественной войны, военачальник, командующий 76-й воздушной армии, ВВС Уральского военного округа, Начальник Поисково-спасательной службы ВВС, Руководитель поисково-эвакуационными мероприятиями по поиску спускаемых космических аппаратов, Начальник Управления межведомственной комиссии единой системы управления воздушным движением. Генерал-лейтенант авиации.

## Биография
Родился в селе Сокольское Липецкого уезда Тамбовской губернии (ныне район города Липецка). В 1934 году окончил ФЗУ. Работал электриком на заводе в Липецке. В армии с апреля 1938 года. В 1939 году окончил Борисоглебскую ВАШЛ. Был оставлен летчиком-инструктором в летной школе. С началом Великой Отечественной войны на фронте в составе 605-го истребительного авиационного полка в должности заместителя командира и командира авиаэскадрильи. Полк формировался при 6-м запасном истребительном авиаполку Орловского Военного округа (г. Рассказово) на самолётах И-5. 28 ноября 1941 года полк приступил к боевой работе в составе 60-й смешанной авиадивизии ВВС Западного фронта на самолётах И-5. Принимал участие в операциях:
- Тульская оборонительная операция — с 28 ноября 1941 года по 16 декабря 1941 года.
- Калужская операция — с 17 декабря 1941 года по 5 января 1942 года.
- Ржевско-Вяземская операция — с 8 января 1942 года по 15 января 1942 года.

В январе 1942 года переучился на Як-1. Полк продолжил боевую работу с 18 мая 1942 года в составе ВВС 57-й армии Южного фронта на самолётах Як-1. Принимал участие Харьковской операции с 18 мая 1942 года по 23 мая 1942 года. 22 мая при выполнении боевого задания на Барвенко-Харьковском направлении в воздушном бою сбил один Ju-88, а другой самолёт противника Me-109 таранил. На поврежденном самолёте дотянул до своего аэродрома. В октябре 1943 года лейтенант Углянский представлен к ордену Красной звезды.
По окончании боевых действий полк был выведен на переформирование, а Углянский Владимир был переведен в 3-й перегоночный авиационный полк, где проходил службу в качестве лётчика, командира звена, заместителя командира и командира авиаэскадрильи 3-го перегоночного авиационного полка (Красноярск). За период службы в полку до 29 октября 1943 года перегнал 80 самолётов Р-39 Аэрокобра по Красноярской трассе протяженностью 1300 км на участке: Уэлькаль — Сеймчан — Якутск, как правило, в сложных метеоусловиях и над малонаселённой местностью. Был представлен к ордену Ленина. Войну старший лейтенант Углянский закончил в должности заместителя командира эскадрильи. Всего за войну выполнил 39 боевых вылетов на истребителях И-5, И-16 и Як-1, в воздушных боях сбил лично 1 (таран) и в составе группы 1 самолёт противника. Перегнал к фронту без летных происшествий 273 самолёта Р-39 Аэрокобра и Р-63 Кингкобра, из них 40 часов — «вслепую» (по приборам). Имеет общий налет 2250 часов на самолётах: И-5, И-15, И-16, Як-1, Р-40, Р-39 и Р-63.
После войны продолжал службу в строевых частях ВВС в Прибалтийском военном округе. В 1954 году окончил Липецкие КУОС, в 1959 г. — Высшие академические курсы при Военной академии Генштаба. Командовал дивизией. В 1961 году окончил Военную академию Генерального штаба. По окончании назначен заместителем командующего 69-й воздушной армии по боевой подготовке.
- В январе 1964 года — 1-й заместитель командующего 76-й воздушной армией.
- С апреля 1964 г. по февраль 1968 г. командовал ВВС Ленинградского военного округа.
- С февраля по апрель 1968 г. командовал 76-й воздушной армией,
- С 1968 г. — командующий ВВС Уральского военного округа.
- С 28 декабря 1970 г. — начальник Поисково-спасательной службы ВВС, основанной согласно Постановлению Правительства СССР[6] и Директиве Генерального штаба Вооружённых сил СССР № орг/9/112283 для осуществления спасательных и эвакуационных мероприятий, в том числе для поиска спускаемых космических аппаратов. Углянский сформировал Поисково-спасательный комплекс ВВС и 28-й Центр управления и технического обеспечения ПСК ВВС.
- С октября по декабрь 1973 года Владимир Дмитриевич находился в распоряжении Главкома ВВС, одновременно оставаясь в должности исполняющего обязанности Руководителя поисково-эвакуационными операциями. Руководил мероприятиями по поиску и эвакуации с мест приземлений спускаемых аппаратов космических кораблей:
  - «Союз-10» (экипаж — В. А. Шаталов, А. С. Елисеев, Н. Н. Рукавишников, 25 апреля 1971 года),
  - «Союз-11» (погибший экипаж в составе Г. Т. Добровольского, В. Н. Волкова и В. И. Пацаева,
  - «Союз-12» (экипаж — В. Г. Лазарев, О. Г. Макаров, 29 сентября 1973 года) и
  - «Союз-13» (экипаж — П. И. Климук, В. В. Лебедев, 26 декабря 1973 года).
- с 1973 г. — начальник Управления межведомственной комиссии единой системы управления воздушным движением в стране.

Звание Генерал-лейтенант авиации присвоено в 1968 г. Имел классную квалификацию «Военный летчик 1-го класса».
В апреле 1978 г. был уволен из Вооружённых сил СССР на основании Приказа Министра обороны СССР в связи с достижением предельного возраста. Жил в Москве. Умер 25 июля 1998 года. Похоронен в Москве на Троекуровском кладбище (участок № 4).

## Награды и почетные звания
Награждён 3 орденами Красного Знамени, 2 орденами Отечественной войны 1-й степени, 3 орденами Красной Звезды, орденом «За службу Родине в ВС СССР» 3-й степени, медалями.